# Chancheng
Chancheng (en chino simplificado, 禅城区; pinyin, Chánchéng qū qū) es una ciudad-distrito bajo la administración directa de la Ciudad-prefectura de Foshan. Se ubica en el delta del río de las Perlas en la Provincia de Cantón, República Popular China. Su área es de 154 km² y su población para 2014 fue de  1,1 millones.

## Administración
Desde el año 2003 el distrito de Chancheng se divide en 4 pueblos que se administran en 3 subdistritos y 1 poblado.
| Nombre                 | Chino      | Pinyin            | Population (2010) | Área (km²) |
| ---------------------- | ---------- | ----------------- | ----------------- | ---------- |
| Subdistrito Zumiao     | 祖庙街道   | Zǔmiào Jiēdào     | 416,800           | 31.60      |
| Subdistrito Shiwanzhen | 石湾镇街道 | Shíwānzhèn Jiēdào | 286,226           | 26.62      |
| Subdistrito Zhangcha   | 张槎街道   | Zhāngchá Jiēdào   | 241,149           | 26.50      |
| Poblado Nanzhuang      | 南庄镇     | Nánzhuāng Zhèn    | 156,902           | 76.70      |